# Institut économique Molinari
Pour les articles homonymes, voir IEM.
L’institut économique Molinari (IEM) est un think tank (laboratoire d'idées) fondé en 2003 basé à Paris, Bruxelles et Montréal. Il a été critiqué pour ses prises de positions controversées, comme le déni du changement climatique et le soutien à l'industrie du tabac.

## Organisation
L'IEM est une association à but non lucratif financée par les cotisations volontaires de ses membres : individus, entreprises ou autres fondations, dont il ne publie pas la liste. Il n'accepte aucune subvention gouvernementale ni soutien de partis politiques.

## Activité
Baptisé du nom de Gustave de Molinari, économiste et journaliste franco-belge, qui a œuvré toute sa vie à promouvoir l'approche politique économique libérale, l'IEM se présente comme un organisme de recherche et d'éducation ayant pour objectif d'influencer les parlementaires, les journalistes et les faiseurs d'opinion dans le but de favoriser une politique économique libérale. À cette fin, l'institut organise des événements, publie des livres, écrit des articles et des éditoriaux.
En 2018 et 2019, l’Institut publie des chiffrages de la contribution fiscale et sociale des entreprises françaises du CAC 40 quantifiant les salaires, les impôts et les dividendes distribués par les 40 plus grands groupes français,.

## Prises de position
L'IEM est favorable à un agenda de réformes libérales, qu'il définit comme « des solutions alternatives et innovantes favorables à la prospérité de l'ensemble des individus composant la société. »
En 2006, l'Institut estime que l'existence et l'origine principalement anthropique du changement climatique ne font pas l'objet d'un consensus scientifique, et met en avant des théories alternatives ; par ailleurs il s'oppose à la mise en œuvre du protocole de Kyoto, qu'il estime coûteux et inefficace. En 2010, Stéphane Foucart estime que cet institut fait partie des think-tanks français « très actifs dans la propagation du déni de changement climatique anthropique ». De son côté, Jean-Marc Vittori estime en 2007 que l’institut applique le raisonnement économique aux questions de précaution et d'environnement avec un propos « parfois irritant, souvent stimulant, toujours percutant ».
Selon un article du Monde de 2014, cet institut « récent et peu reconnu » est proche de l'« Ifrap et de Contribuables associés, association qui lutte contre la fiscalité de manière générale ».
En 2016, il s'oppose, par la voix de sa directrice, au paquet de cigarettes neutre. En 2019, le Comité national contre le tabagisme lui reproche la publication d'une étude dans laquelle l'Institut prétend que les taxes sur le tabac n'auraient pas d'effet sur la consommation.

## Distinctions
En 2016, l'IEM obtient le label « Think Tank et Transparent », qui récompense 46 think tanks français au titre de leurs activités de recherche pour l'année 2015,.
De 2016 à 2018, l’IEM figure parmi les « Top Think Tanks in Western Europe » de l'indice « Go To Think Tank » de l'université de Pennsylvanie. Il est classé en 127e position sur les 141 think tanks européens pris en compte dans le rapport 2018, publié en 2019.

## Critiques
Selon une enquête du Corporate Europe Observatory, la société pétrolière Exxon Mobil aurait secrètement financé un certain nombre de think tanks climatosceptiques, parmi lesquels figure l’Institut économique Molinari.